# Вісенте Гільйот
Вісенте Гільйот (ісп. Vicente Guillot, нар. 15 липня 1941, Алдая) — іспанський футболіст, що грав на позиції нападника, зокрема за «Валенсію» та національну збірну Іспанії.

## Клубна кар'єра
У дорослому футболі дебютував 1959 року виступами за команду «Валенсія Месталья». За два роки почав залучатися до головної команди «Валенсії». Відіграв за головну команду валенсійського клубу наступні дев'ять сезонів своєї ігрової кар'єри і був одним з головних бомбардирів команди, маючи середню результативність на рівні 0,34 гола за гру першості. Ставав володарем Кубка Іспанії, двічі вигравав Кубок ярмарків.
Завершував ігрову кар'єру в «Ельче», за яку виступав протягом 1970—1971 років.

## Виступи за збірну
1962 року дебютував в офіційних матчах у складі національної збірної Іспанії.
Загалом протягом кар'єри в національній команді, яка тривала 4 роки, провів у її формі 6 матчів, забивши 4 голи.

## Титули і досягнення
- Володар Кубка Іспанії (1):

«Валенсія»: 1966-1967
- Володар Кубка ярмарків (2):

«Валенсія»: 1961-1962, 1962-1963